# هجی انگشتی آمریکایی
هجی انگشتی آمریکایی الفبایی است که در زبان اشاره  آمریکایی برای نشان دادن واژگان این زبان استفاده می‌شود.

## حروف
- A
- B
- C
- D
- E
- F
- G
- H
- I
- J
- K
- L
- M
- N
- O
- P
- Q
- R
- S
- T
- U
- V
- W
- X
- Y
- Z

## اعداد

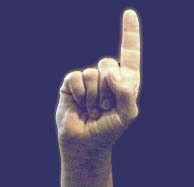
۱
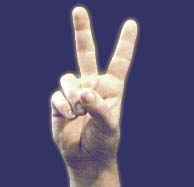
۲
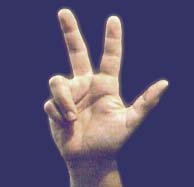
۳
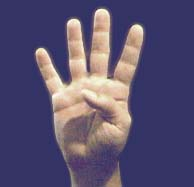
۴
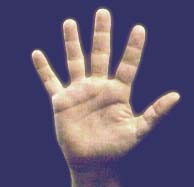
۵
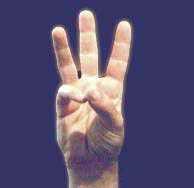
۶
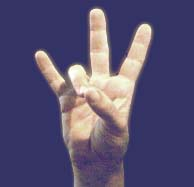
۷
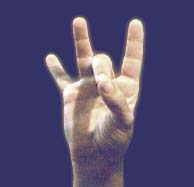
۸
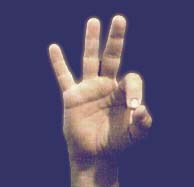
۹
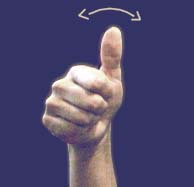
۱۰